# Plaza Fuerte de Almeida
La Plaza Fuerte de Almeida y su castillo (portugués: Castelo e Fortaleza de Almeida) son una fortaleza y un castillo situados en la parroquia civil de Almeida, en el municipio de Almeida del distrito portugués de Guarda, en la antigua provincia noroccidental de Beira Alta, Portugal. Fue construido en esta región por a su gran importancia estratégica, debido a su proximidad a la frontera entre Portugal y España. Son Monumentos Nacionales de Portugal.

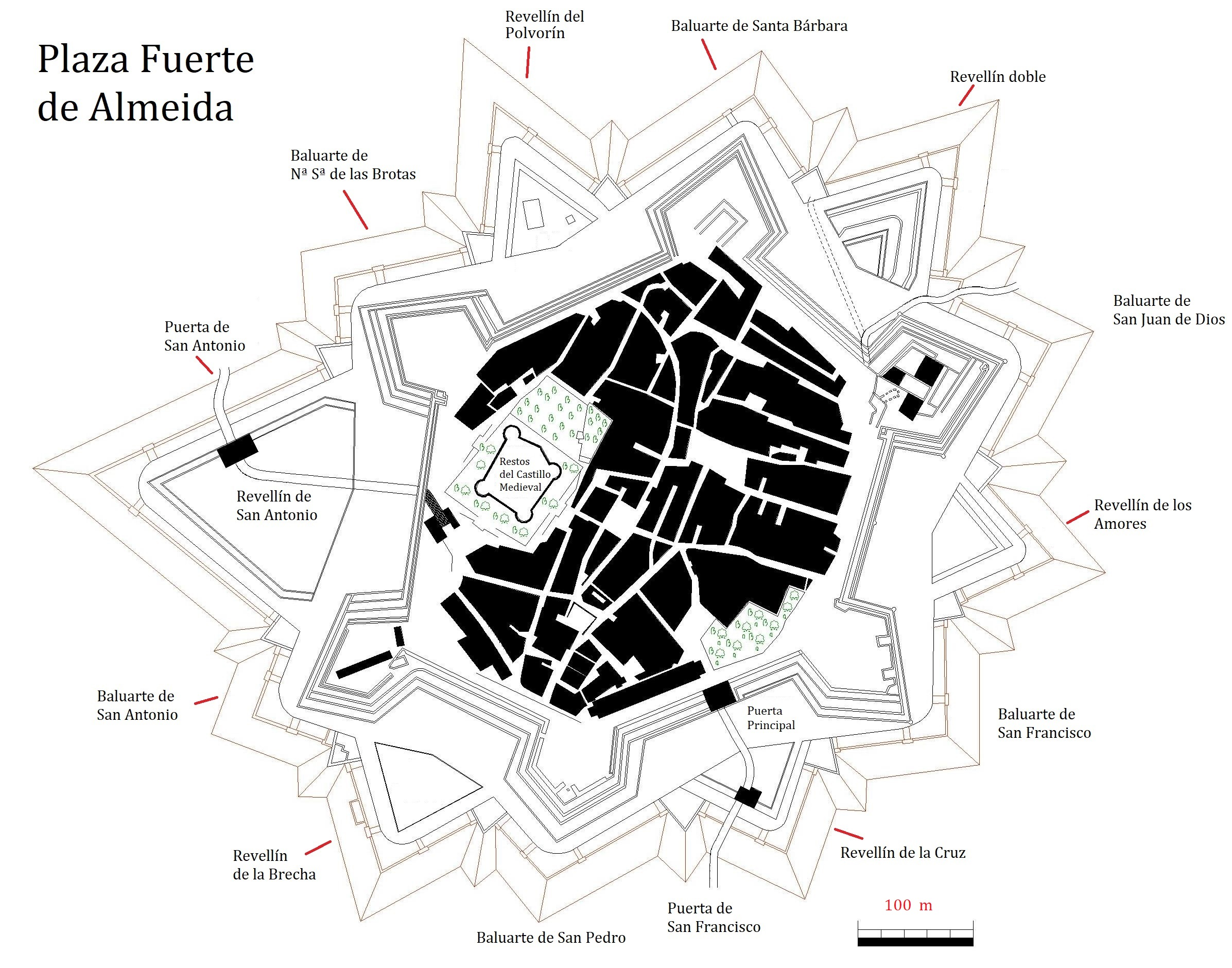
Plano de la Plaza Fuerte de Almeida con su castillo medieval

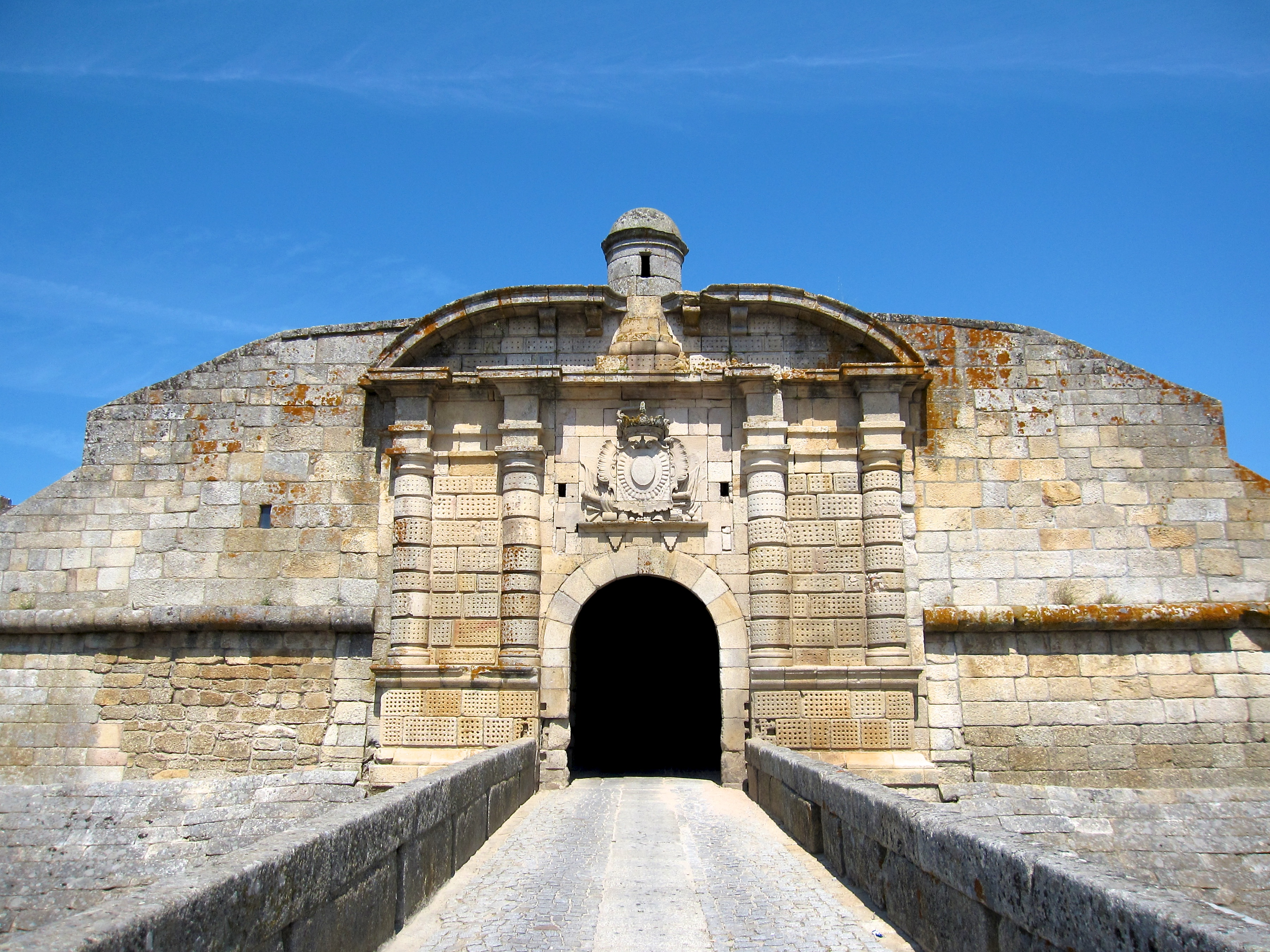
Doble puerta de San Francisco

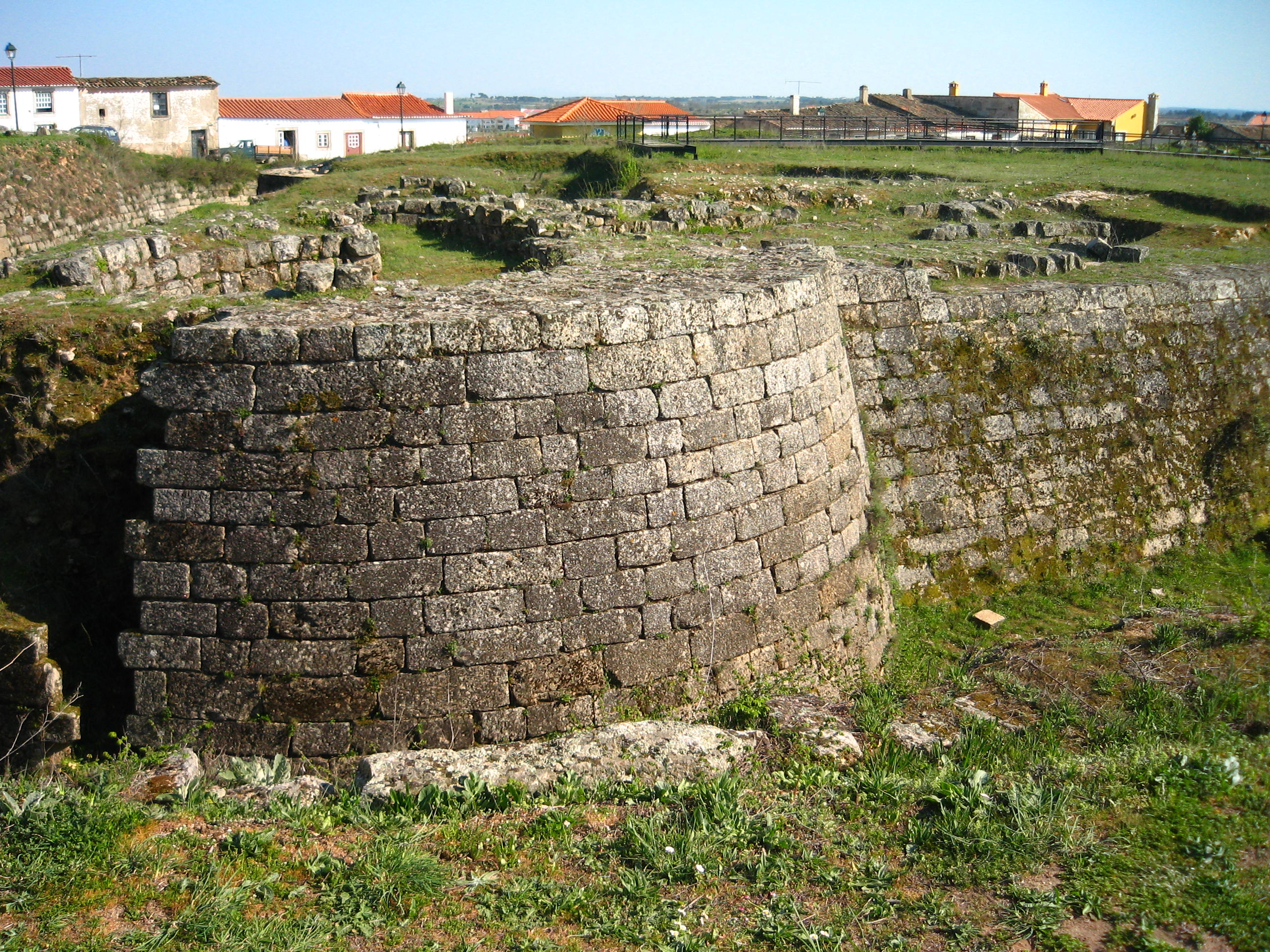
Restos de la muralla del castillo

## Historia
Los asentamientos celtas en el norte se construyeron convenientemente en las cimas de las colinas, brindando protección a las poblaciones locales de las incursiones. Durante la invasión/ocupación ibérica romana muchos de estos asentamientos fueron convertidos en villas fortificadas, debido a sus posiciones estratégicas. Se cree que las primeras estructuras defensivas fueron construidas por estos colonos, quienes trabajaron en los castros más antiguos dentro de sus fortificaciones.

### Edad Media
La ocupación romana del territorio fue seguida por sucesivas oleadas de suevos y visigodos que reutilizaron las estructuras existentes. Los pobladores musulmanes, más tarde conocidos como moros, ocuparon los asentamientos durante la Taifa de Badajoz. Las tierras de Almeida fueron conquistadas a estos moros en 1039, por Fernando I de León y Castilla, pero siguieron disputándose entre 1156 y 1190, cuando se alternaron ocupaciones leonesas, moras y portuguesas. En 1190, el territorio fue reconquistado de los moros por Pio Guterres, llamado Almeidao, poniendo fin efectivamente al dominio moro en la región e inspirando el nombre del pueblo. A partir de aquí, las tierras se alternaron entre leonesas y portuguesas, y hacia 1217 Almeida se registró como un pueblo leonés, parte de un grupo de asentamientos que protegían el valle del río Coa.
Para 1217, los documentos muestran que el castillo de Almeida es uno de varios puntos fuertes que protegen la frontera entre España y Portugal. El 8 de noviembre de 1296, el rey D. Dionisio otorgó carta foral a Almeida, ordenando la reconstrucción del castillo y murallas. Esta estructura fue ampliada en 1369 por orden del rey Fernando. En 1372, Isabel, la hija ilegítima de Fernando I, se casó con Alfonso, conde de Gijón y Noroña, que era hijo ilegítimo del rey Enrique II de Castilla. Este matrimonio fue una de las cláusulas del tratado de paz firmado entre Portugal y Castilla en 1373, junto con el castillo y las tierras de Almeida cedida a Castilla por tres años. En 1383, durante la Crisis de Sucesión, el alcalde del castillo juró lealtad a Dª Beatriz y se alineó con Castilla, lo que resultó en la conquista de Almeida en 1386 por el rey Juan I, con la ayuda de nobles portugueses de Castilla, asegurando el trono portugués. La villa pasó a pertenecer a la Corona de Portugal en 1407, con el intercambio de tierras concertado entre el rey Juan y el alcalde. El Alfonso V donó Almeida a D. Pedro de Menezes.
Durante el reinado del rey Manuel I se ordenó el reforzamiento y ampliación de las murallas y fortificaciones del castillo. Las obras se realizaron bajo la dirección del arquitecto Mateus Fernandes y se terminaron en 1508. En carta del 9 de septiembre de 1508, el rey Manuel dio instrucciones al cantero Álvaro Pires para que examinara las obras, a las que asignó como maestro de obras a Francisco de Anzinho para emprender la tarea por 1$550. El 27 de octubre, D. Manuel mandó pagar al albañil Martim Lourenço por su obra en Almeida, para "mirar la obra que hizo Francisco de Anzinho". El castillo de Almeida se incluyó en el conjunto de manuscritos formados en un libro que contenía dibujos de los 56 castillos ubicados en la frontera entre Portugal y España. El libro, llamado Libro de las Fortalezas, mandado compilar por el rey Manuel I, fue terminado entre 1509 y 1510. El autor fue Duarte D'Armas, escudero de la Casa Real y licenciado en derecho canónico y apostólico, notario, que ocupó el cargo de Registrador de la Real Biblioteca y Torre do Tombo. Visitó personalmente cada castillo y fortaleza con ese propósito. Hay dos dibujos del Castillo de Almeida en el libro; un alzado norte y un alzado sur con ambos dibujos del castillo con el estandarte personal del rey Manuel I, quien emitió una nueva carta foral en 1510.

### Guerras de la Restauración
A partir de 1517 se demolieron edificios de la población para el nuevo proyecto de fortaleza, que incluía muros y guarnición, y se financiaría con un impuesto de $100 por persona.
Pero, entre 1580 y 1640, periodo de la dinastía filipina, las estructuras defensivas cayeron en desuso y hasta amenazaron ruina. El 1 de diciembre de 1640, Juan IV, de la casa de Braganza, usurpa la Corona de Portugal rebelándose contra el último de los habsburgos portugueses, Felipe III de Potugal. Para ello busca consolidar su trono asegurando el dominio militar del territorio. Creó un Consejo de Guerra encargado de la seguridad del Reino y una Junta de Fronteras que tenía a su cargo los trabajos para mantener los castillos y fortalezas de la frontera con Castilla. Entre esos estuvo la construcción de una nueva estructura defensiva en Almeida. Se creó la actual fortaleza que deja dentro de sus muros al anterior castillo medieval y a la población. La autoría del proyecto fue del arquitecto David Álvares. Completada en 1641, tenía forma de estrella de 12 puntas al estilo Vauban.  Se cree que el ingeniero militar francés llegó a presenciar el final de la obra.
El primer Gobernador de Armas de Beira, D. Álvaro de Abranches da Câmara, ordenó la erección de una fortificación moderna "con cuatro o cinco reductos, incluyendo iglesia y castillo"; las obras son dirigidas por João Saldanha e Sousa; 1641, enero - las obras ya habían comenzado, aunque de manera rudimentaria; probablemente la primera fortificación fuera solo una trinchera; 1641 / 1643 - El arquitecto David Álvares es superintente de las obras, "administrando a los oficiales, canteros y demás trabajadores y asiste personalmente a los trabajos de las distintas fortificaciones". No recibiendo sueldo, pide la exención del diezmo, lo que le fue concedido; 1642 - Fernão Teles de Menezes decide mandar "atrincherar de piedra, y barro" la fortificación; El rey D. Juan IV encargó a su ingeniero real, Carlos Lassart, diseñar y reconocer las fortificaciones en las regiones de Entre Duero y Miño, y Beira. Fernão Teles Cotão se hizo cargo del proyecto entre 1642 y 1646. El 28 de febrero de 1643, un despacho real ordenó a Carlos Lassart que, a medida que se ampliaba cada fortificación, dejara un oficial orientado para continuar el proyecto. En algún momento de esta época, el ingeniero francés Pierre Gilles de Saint Paul comenzó a servir a la Corona en la provincia de Beira, posiblemente dirigiendo parte del trabajo en Almeida. En 1644, se describió que la fortaleza tenía una cortina abierta de muros. Como indicó João Salgado de Araújo, la ejecución de las fortificaciones reales comprendió una imponente estructura de siete reductos.
El 25 de febrero de 1645, el Gobernador Militar de Beira era D. Fernando de Mascaranhas, Conde de Serém, quien inmediatamente ordenó que se redujera el tamaño de la plaza. En ese año, las fuerzas españolas intentaron atacar la ciudad, sin éxito. En 1646, Pierre Girles fue sustituido en las obras públicas por el teniente general Rodrigo Soares Pantoja, y el Gobernador de la Provincia ordenó inmediatamente que se redujeran las dimensiones de la plaza. Sin embargo, al año siguiente, el trabajo en la fortaleza fue ampliado por el sargento mayor Agostinho de Andrade Freire. Asimismo, en 1657, D. Rodrigo de Castro, Gobernador de Almeida, intensificó las obras de la fortificación, ordenando grandes cambios en su perfil y organización. En algún momento durante el siglo XVII, el castillo comenzó a usarse para almacenar pólvora. En 1661, según los escritos del Conde de Mesquitela, la plaza aún no estaba totalmente cerrada, era accesible desde el pueblo por varios lugares y no tenía foso.
El 2 de julio de 1663, las fuerzas españolas atacaron el fuerte, pero fueron repelidas, pero había constantes temores de una invasión española. El 11 de septiembre de 1663 la Provincia de Beira fue dividida en dos regiones, debido a su gran frontera. La región de Almeida quedó bajo el control de Pedro Jacques e Magalhães, Maestro del Campo General de la provincia, quien estableció su puesto en la ciudad. Para salvaguardar su nuevo cargo, en 1665, las obras públicas de la fortaleza fueron adjudicadas a los comerciantes António Francisco Maio y Domingos Vaz Heredes y más tarde (1667) a João Gonçalves y Manuel Fernandes. El 13 de febrero de 1668, Portugal y España firmaron un tratado de paz, poniendo fin temporalmente al conflicto entre los dos vecinos ibéricos.
La pausa en las hostilidades no disuadió a las fuerzas portuguesas que continuaron vigorosamente el trabajo en la fortaleza, comenzando con los muros laterales izquierdos cerca de la Puerta de Santo António. En 1676 se iniciaron la puerta magistral de Santo António y el espacio de transición al revellín de la Cruz. La Capilla de la Vera Cruz fue demolida en 1680, para ampliar los muros de la fortificación. Mientras tanto, en 1695, hubo una explosión en el castillo, causando la muerte de 40 personas y un gran daño a las residencias y fortificaciones cercanas. Este daño provocó un cambio en la configuración del castillo.
Entre 1702 y 1714, durante la Guerra de Sucesión Española, Almeida comenzó a servir como guarnición de tropas y base de operaciones de las fuerzas en Beira. En mayo de 1704, Portugal fue invadido por tropas españolas. El conflicto entre los dos estados continuaría hasta febrero de 1715, cuando se firmó el tratado de paz.
En 1736 se produjo una explosión en el almacén del baluarte de San Pedro cuando se estaba añadiendo el doble revellín a la fortaleza. Entre 1737 y 1738, las obras del lugar fueron dirigidas por el ingeniero real Manuel de Azevedo Fortes, asistido por los ingenieros Pinto de Alpoim y Jacinto Lopes da Costa. Manuel de Azevedo Fortes propuso la construcción de: jinete a caballo sobre el baluarte de São João de Deus; una cocina frente al revellín dos Amores; "tenalham" frente a las murallas entre los baluartes de São Pedro y Santo António; bóvedas para defensa de los fosos, delante de todos los muros, excepto en el fondo y puertas; un polvorín junto al castillo; dos cuarteles a prueba de bombas bajo los baluartes de São Francisco y Santa Bárbara; la división del revellín de Santo António en dos cuerpos separados por foso y con puerta al este; y aberturas para postigos en los baluartes de San Pedro, San Francisco y muros entre los baluartes de San Juan de Dios y Santa Bárbara. La mayoría de los proyectos propuestos no se ejecutaron y solo se iniciaron las puertas de San Francisco y algunos revellines. Entre 1746 y 1747 se expropiaron terrenos para la ejecución de la fortaleza. El 1 de noviembre de 1755, el terremoto de Lisboa causó daños en las murallas y la destrucción del cuartel de infantería.
Hacia marzo de 1762, la fortaleza había alcanzado en gran medida sus dimensiones y perfil actuales, aun cuando no se concluyeron los revellines ni la explanada y almenas. En ese momento las obras estaban bajo la dirección de João Alexandre de Charmont, junto con los ingenieros João Victoire Aliron de Sabione, Luís de Alincourt, Vasco José Charpententier, Pedro Vicente Vidal y António Carlos Andreis. Se habían iniciado las obras de la cocina frente al revellín de Santa Bárbara; se procedió a la corrección de los parapetos eliminando el camino que lo circundaba; construcción de caminos laterales en los muros entre los baluartes de San Juan de Dios y Santa Bárbara, y los baluartes de San Pedro y Santo António; sustitución de piedra en las almenas y reconstrucción parcial de la cubierta. Charmont dejó junto con su ayudante, António Carlos Andreis, una larga lista de obras por ejecutar. Algunos de las obras propuestas fueron modificadas por los ingenieros militares.

### La Guerra de los Siete Años
Como parte de las circunstancias de la Guerra de los Siete Años, el 18 de mayo de 1762, Portugal declaró la guerra a Francia y España. En junio, los trabajos de cobertura de las casamatas del baluarte de São João de Deus avanzaban, aunque Francisco Maclean sugirió hacerlos a prueba de bombas. El 15 de junio, España declaró la guerra a Portugal y concentró un gran número de españoles y franceses a lo largo de las fronteras de Beira. Mientras tanto, continuaron las obras de la fortaleza, con la construcción de andenes en madera y la apertura de emplazamientos de cañones en los baluartes. El excesivo número de emplazamientos de cañones ejecutados provocó la resistencia de las defensas, y muchas debieron ser clausuradas.
Luego, la fortaleza fue sitiada por fuerzas españolas durante nueve días entre el 16 y el 25 de agosto de 1762.[7] Conocido más tarde como el Sitio de Almeida, las fuerzas españolas bajo el mando del Conde de Aranda lideran una gran ofensiva para tomar el control de Portugal. La pinza norte de esta fuerza cruzó la frontera hacia Portugal desde Galicia, mientras que el brazo sur cruzó la frontera desde Ciudad Rodrigo y pronto estuvo fuera de Almeida. El 25 de agosto, las fuerzas portuguesas capitularon ante los españoles y avanzaron hacia el oeste hacia Oporto. Este avance hacia Oporto se detuvo debido a la afluencia de 8.000 soldados británicos y la Batalla de Valencia de Alcántara, eventos que interfirieron con los recursos y las líneas de suministro españoles. La fortaleza de Almeida estaba guarnecida por los españoles y se mantuvo, a pesar de los reveses. Almeida siguió siendo la única fortaleza importante que aún tenía España al final de la guerra. El 3 de noviembre de 1762 se firmó el tratado de paz de Fontainebleau, que condujo al Tratado de París del 10 de febrero de 1763, que puso fin a la Guerra de los Siete Años. Como parte del tratado, el 11 de abril de 1763 Almeida fue devuelta a Portugal, cuando el mariscal de campo Francisco Maclean aceptó la rendición española, a cambio de la devolución de Cuba y Filipinas a España, que anteriormente había estado en manos de los británicos.
El 9 de mayo de 1764, el Conde de Lippe volvió a examinar las baterías, y Miguel Luís Jacob inspeccionó el estado de la plaza militar, junto con sus adjuntos, Francisco João Roscio y Francisco Gomes de Lima. El 30 de enero de 1766, Maclean obtuvo autorización real para proceder con el trabajo en el sitio, que incluía letrinas para soldados. Un "Plan General de Obras Adicionales Necesarias para la Defensa de la Ciudad de Almeida" fue elaborado por el Coronel Almeida Jacques Funck. Miguel Luís Jacob pasó a ser director de obras públicas. Si bien se insistía en que la mayor parte del trabajo era necesario, se ejecutó muy poco. Pero, en 1766, se construyó un polvorín en el baluarte de São Pedro, en sustitución del que había en el terraplén, junto con otro similar en el revellín de Santa Bárbara. En 1773, el Mariscal de Campo fue sustituido por Fernando da Costa Ataíde Theive. El 9 de marzo de 1770, "Extracto de apontamentos sobre o estado atual desta fortificação, dos Reparos e Obras novas de q. Necessita..." (Extracto de notas sobre el estado actual de estas fortificaciones, su Artillería y las nuevas obras públicas que se necesitan ...) del ingeniero Anastácio António de Sousa Miranda, que propuso varios proyectos hasta 1810. La obra estaría bajo la dirección de Matias José Dias Azedo, asistido por Joaquim Pedro Pinto de Sousa y José Feliciano de Gouveia. El 21 de noviembre de 1796 solicitaron la construcción de una batería donde el enemigo había construido una instalación temporal.

### Invasiones napoleónicas
En 1800, el primer cónsul Napoleón Bonaparte y su aliado, el primer ministro español Manuel de Godoy, enviaron un ultimátum a Portugal exigiendo que cerraran sus envíos a su antiguo aliado Inglaterra (en el Tratado anglo-portugués de 1373), y a entrar en una alianza con Francia. Los portugueses se negaron y el 28 de febrero de 1801, Francia declaró la guerra a Portugal, seguida el 2 de marzo por declaraciones españolas para apoyar su alianza con Francia: instituyendo la Guerra de las Naranjas. La defensa de Beira quedó en manos del Marqués de Alorna, y la fortaleza estuvo al mando del Mariscal de Campo Gustavo Adolfo Hércules de Chermont, quien aceleró la ejecución del plan complementario presentado en 1795 y 1796, y manifestó la urgencia de levantar un terraplén sobre el baluarte de São João de Deus. España invadió desde el Alentejo y durante los meses siguientes entró en un punto muerto con las fuerzas portuguesas en Elvas, Campo Maior, Olivença y Juromenha. El 6 de junio de 1801, Portugal firmó un tratado de paz formal con España sobre los principios del Tratado de Badajoz, que se formalizó con Francia el 29 de septiembre. Pero, tras la Batalla de Trafalgar en 1805, Portugal restableció las relaciones con su antiguo aliado.
En diciembre de 1806, Napoleón decretó el Bloqueo Continental, imponiendo a Europa el cierre forzoso de los puertos a los barcos ingleses, lo que Portugal no aceptó. Napoleón, por lo tanto, ordenó la invasión de Portugal. El 20 de noviembre de 1807 comenzó la primera invasión, comandada por Jean-Andoche Junot[8], que resultó en la toma de la fortaleza el 13 de enero de 1808, sin resistencia. Los franceses partieron en agosto y los portugueses nombraron al coronel Francisco Bernardo da Costa como gobernador de Almeida.
Tras la brutal represión de Napoleón del Levantamiento español del Dos de Mayo en Madrid, el Emperador desencadenó la Guerra Peninsular al ordenar una fuerza de 4.000 soldados con dieciséis cañones a través de la frontera para ocupar la fortaleza de Almeida, que a pesar de la anterior invasión francesa del país, todavía estaba en manos de los portugueses. Desde la fortaleza, Napoleón ordenó a su general Junot[8] que vigilara de cerca las ciudades de Valladolid, Salamanca y Ciudad Rodrigo. El 24 de mayo de 1808[8] el primer cuerpo de tropas al mando del general Louis-Henri Loison[8] marchó hacia Almeida, llegando y ocupando la fortaleza el 5 de junio[8].
En febrero de 1809 comenzó la segunda invasión francesa bajo el mando del mariscal Soult, pero nunca llegó a Almeida.
Luego, el 15 de agosto de 1810, André Masséna inició la tercera intervención, bombardeando la fortaleza, ahora bajo el mando del general de brigada británico William Cox. El 26 de agosto, un proyectil impactó por casualidad en el castillo medieval dentro de la fortaleza, que se estaba utilizando como polvorín. Encendió 4.000 cargas preparadas, que a su vez encendieron 68.000 kilogramos (150.000 lb) de pólvora negra y 1.000.000 de cartuchos de mosquete. La explosión que siguió mató a 600 defensores e hirió a 300. El castillo medieval fue arrasado y secciones de las defensas resultaron dañadas. Incapaz de responder al cañoneo francés sin pólvora, Cox se vio obligado a capitular al día siguiente con los supervivientes de la explosión y 100 cañones. Las pérdidas francesas durante la operación fueron 58 muertos y 320 heridos. Masséna dejó la fortaleza en manos del general Brenier. El 7 de abril de 1811, Wellington planeó la reconquista de Almeida. El 7 de mayo, Masséna ordenó la destrucción de la fortaleza, para que las fuerzas anglo-portuguesas no pudieran utilizarla en el futuro. Así, el 10 de mayo, cuando los franceses abandonaron la instalación por el bastión de São João de Deus, provocaron la destrucción de la artillería dentro de la fortaleza. Almeida, por tanto, fue retomada por tropas de la Alianza y retenida provisionalmente. El 7 de junio de 1813, el coronel Pedro Folque trabajaba en un proyecto de revitalización de la fortaleza. Dentro de un año, la guerra con Francia había terminado. William Carr Beresford propuso al Ministro de Guerra que se desmantelara la fortaleza y se retirara la artillería. El 3 de marzo de 1817, Beresford ordenó cesar las obras del fuerte y minar la fortificación, que se inició en octubre, en contra de los deseos del Gobernador de Almeida. En 1819, el gobernador ordenó enterrar la plaza y convertir el castillo en una avenida o paseo. Estos cambios convirtieron a la fortaleza en un fuerte de campaña, proporcionando funciones defensivas monumentales, en tiempos de crisis.

### Guerras Liberales
En 1828, la autoridad municipal se puso del lado del rey D. Miguel, pero la guarnición militar de la fortaleza sigue fiel al rey D. Pedro. En junio, las fuerzas miguelistas/absolutistas habían rodeado la fortaleza, lo que llevó a su rendición el 16 de julio. Las tropas miguelistas permanecieron entonces en Almeida hasta el 18 de abril de 1834, cuando fueron evacuadas. El 22 de abril se firmó una Cuádruple Alianza entre las fuerzas liberales de Inglaterra, Francia, España y Portugal, que requería su intervención en la defensa de las instituciones parlamentarias liberales. Estos hechos, en última instancia, conducen a la firma el 26 de mayo del tratado de paz en Evoramonte, lo que obliga a D. Miguel a exiliarse y comienza un período de libre pensamiento liberal en Portugal. Sin embargo, rápidamente, el faccionalismo entre devoradores, cartistas y setembristas se convirtió en una serie de episodios que enriquecieron la política interna, lo que llevó a conflictos internos y guerras civiles. El 29 de junio de 1847, la Convención de Gramido puso fin a la guerra civil, no antes de que la fortaleza fuera tomada por fuerzas revolucionarias en 1844 interesadas en restablecer la Constitución de 1822.
En 1853, el Mariscal Duque de Saldanha, comandante del ejército portugués, nombró una comisión para examinar las fortificaciones de Almeida y decidir su futuro militar. La comisión se tomó otro año para visitar la plaza, que vieron como una de las más fuertes del Reino, y sugirió que debería ser reparada. Muchas de las alteraciones y reparaciones requeridas fueron documentadas. El 27 de agosto de 1887 la fortaleza de Almeida vuelve a tener la calificación de fortificación de primera y el 7 de enero de 1888 se nombra un nuevo Gobernador militar. Esta "era dorada" sería de corta duración: en septiembre de 1893, después de la revisión pública, la fortaleza fue parcialmente destruida, en el curso de mejorar la accesibilidad y convertirla en una fortificación de defensa. En 1894 se retiraron la mayoría de las piezas de artillería, lo que llevó a la desclasificación de la plaza el 28 de junio de 1895 por parte de la Comissão Superior de Guerra (Comisión Superior de Guerra).

### SigloXXhasta hoy
A principios del siglo XX se hicieron conexiones entre el revellín y la puerta magistral de la Cruz.
En octubre de 1926, un contingente de caballería con sede en Aveiro partió hacia Almeida. El Ministerio de Guerra obligó a la escuadra a regresar a sus cuarteles, el 26 de enero de 1927, pero recién partieron el 19 de febrero de 1927.
A partir de 1980, la fortaleza pasó a asumir una función sociocultural e histórica, con la instalación de múltiples exposiciones y centros de investigación. En ese año se inauguró un museo militar en la Puerta de la Cruz. Un puesto de turismo fue inaugurado en la puerta magistral en 1992. Asimismo, la fortaleza fue puesta a cargo del Instituto Português do Património Arquitetónico (Instituto Portugués de Patrimonio Arquitectónico) por decreto 106F/92 (Diário da República, Série 1A), en el mismo año, se instaló en 1996 una exposición permanente dedicada al 23º Regimiento de Infantería, junto con un espacio de actividades para exploradores y salas de usos múltiples en la caseta de vigilancia de la Puerta de Santo António. Finalmente, el 25 de agosto de 2002, se implantó en el revellín de Santo António el Centro de Estudos de Arquitectura Militar. El 20 de diciembre de 2007, el inmueble pasó a ser responsabilidad de la Direção Regional da Cultura do Centro (Dirección de Cultura de la Región Centro), bajo los auspicios del despacho 1130/2007 (Diário da República, Série 2, 245).

## Arquitectura
El castillo está situado en un contexto urbano aislado, implantado en los límites occidentales, a 7 kilómetros de la meseta de Castilla y León, a 763 metros sobre el valle del río Côa. La fortificación moderna abarca la parte más antigua de la población, cubierta de vegetación y abierta solo a lo largo de la plaza militar, mientras que el pequeño baluarte de la Cruz está salpicado de árboles. Junto a la puerta de la Cruz, se encuentra el cuartel de infantería de Terreiro das Freiras y, muy cerca, la Iglesia y Hospital de la Misericordia de Almeida. Cerca del baluarte de San Juan de Dios se encuentra la Posada de Nuestra Señora de las Nieves y en el terraplén del baluarte, el antiguo Tren de Artillería o Picadero Real. En el extremo oeste del centro del pueblo, a una altura elevada, se encuentran los cimientos del castillo, donde se ha erigido una plataforma para que los turistas vean el sitio. Entre el bastión de San Juan de Dios hay una puerta falsa, que accede a un espacio verde flanqueado por la plaza militar.
La fortaleza que se ve hoy está dispuesta en un plano hexagonal irregular y consta de seis bastiones poligonales, irregulares y de tamaño desigual que están conectados por muros cortina. Tiene 2,4 km de perímetro y forman de estrella de 12 puntas correspondientes a los baluartes y a seis triángulos revellines. El perímetro de la fortaleza se completa con un foso y un camino con una terraza cubierta. Los tres revellines del alzado norte están construidos sobre un parapeto plano de mampostería rematado con muros escarpados de piedra. En cada esquina en ángulo de los revellines del norte hay una torre de vigilancia cilíndrica con techos abovedados. Estos revellines están rematados con plataformas en rampa para cañones y colocación de morteros de lanzamiento. Los tres revellines en la elevación sur tienen parapetos de mampostería plana que están coronados con murallas de movimiento de tierras y, al igual que los revellines del norte, están rematados con plataformas en rampa para cañones y lanzamiento de morteros. Estos seis bastiones se llaman San Francisco, San Juan de Dios, Santa Bárbara, de Nª Sª de las Brotas o del Tren y San Antonio y San Pedro. 
Para acceder a la fortaleza, la puerta principal está ubicada en el muro cortina sureste entre San Antonio e San Pedro y San Francisco y presenta un conjunto de dos largas puertas de túnel separadas por un puente sobre el foso seco. El túnel arqueado exterior se llama Puerta de la muralla y la entrada del túnel interior se llama Puerta de San Francisco. La fachada de esta puerta presenta una entrada arqueada con columnas dóricas dobles a cada lado. Las columnas están rematadas por un frontón de forma semicircular. Debajo del frontón y sobre la entrada hay un blasón heráldico o escudo de armas.
La fortaleza, en estilo Vauban, presenta planta en forma de estrella irregular, con seis baluartes intercalados por seis cortinas con revellines, en un abaluartado que alcanza los dos mil e quinientos metros de perímetro y 650.000 m² de superficie. Destacan en ella los:
- Baluarte de San Pedro;
- Baluarte de San Antonio;
- Baluarte de Nª Sª de las Brotas - también conocido como Baluarte del Tren por contener el edificio del Tren de Artillería, actual Picadero d’El-Rey, una escuela hípica;
- Baluarte de Santa Bárbara - también conocido como Praza Alta por su posición elevada, donde subsisten vestigios de la antigua Capilla de Santa Bárbara;
- Baluarte de San Juan de Dios; y
- Baluarte de San Francisco.

Se puede acceder por los fosos al: 
- Revellín de la Cruz;
- Revellín de la Brecha;
- Revellín de San Antonio;
- Revellín del Polvorín (Paiol);
- Revellín Doble y
- Revellín de los Amores.

El acceso a la Plaza Fuerte se hace por dos puertas dobles, se accede por puentes de mampostería, defendidos por revellines, abiertas en túnel, con bóvedas a prueba de bombas, rematadas por las armas reales:
- Puertas de San Antonio - rasgadas a Norte;
- Puertas de San Francisco - también conocidas como Puertas de la Cruz.

Cabe destacar también: 
- Puertas Falsas - disimuladas, acceden a las galerías subterráneas de la fortificación, permitiendo la conexión entre la plaza y los fosos.
- Cuartel de las Escuadras - erigido por el conde de Lippe, sirvió como antiguo cuartel de infantería. Presenta un escudo con las armas reales y debió de servir de modelo para la construcción de otros cuarteles en las plazas fuertes portuguesas.
- Casamatas - espacios construidos a prueba de las bombas del siglo XVIII, que ocupaban un gran área subterráneo, dividido en veinte salas y corredores.

Estas defensas se complementan con cañoneras, plataformas y flancos de bastiones. Los muros están revestidos de cantería y rodeados de fosos (doce metros de profundidad y entre diez y sesenta y dos metros de ancho) y caminos cubiertos. Una Plaza de Armas, explanadas, cuartel de tropa, polvorines, almacenes y talleres completan el conjunto monumental.